# Astronomisches Observatorium Triest

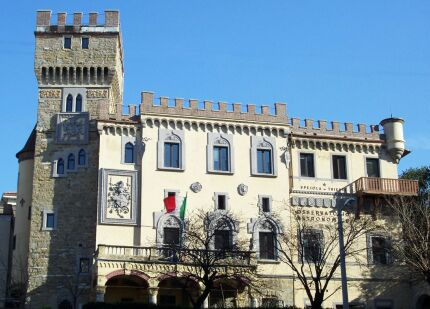
Astronomisches Observatorium Triest

Das astronomische Observatorium Triest (italienisch Osservatorio Astronomico di Trieste, OAT)  ist eine Sternwarte in Triest, Italien.
Das Observatorium hat seinen Ursprung in einer nautischen Akademie, welche durch Maria Theresia von Österreich 1753 gegründet wurde. 1851 wurde ein astronomisches Observatorium hinzugefügt und ab 1923 wurde es in der Liste italienischer Observatorien geführt. Gegenwärtig (2008) gehört es zum Istituto Nazionale di Astrofisica.